# Sibila (prerokinja)
Sibile so bile v antični Grčiji prerokinje ali svečenice. Najstarejše sibile so po legendi prerokovale na svetih mestih. Na njihove prerokbe je vplival navdih božanstva, izvorno v Delfih in Pessinosu. V pozni antiki so različni pisatelji pričali o obstoju sibil v Grčiji, Italiji, na Levantu in v Mali Aziji.
Beseda sibyl (/ˈsɪbəl/ali/ˈsɪbɪl/) prihaja - preko staro francoske sibile in latinske sibylla - iz starogrške Σίβυλλα (Sibylla). Varon je ime dobil po theobule ('božanski nasvet), sodobni filologi pa večinoma predlagajo staro italsko ali alternativno semitsko etimologijo.

## Zgodovina
Prvi znani grški pisatelj, ki omenja sibilo, je Heraklit v 5. stoletju pred našim štetjem:
Sibila z blaznimi usti, ki izgovarja stvari, ki se jim ne smejo smejati, brez okraskov in brez parfumov, pa s svojim bogom s pomočjo boga seže do tisoč let.
Walter Burkert ugotavlja, da so »besne ženske, z ustnic katerih bog govori«, na Bližnjem vzhodu zabeležene veliko prej, tako kot v Mari v 2. tisočletju in v Asiriji v 1. tisočletju«.
Do literarnih razprav rimskih piscev sibile niso označevali z osebnim imenom, ampak z imeni, ki se nanašajo na lokacijo njihovih temenos ali svetišč.
V Pavzanijevem Opisu Grčije, je bila prva omenjena sibila v Delfih ("nekdanja" [prej]) iz antike in po mnenju Pavzanija so ji Libijci dali ime sibyl. Sir James George Frazer besedilo imenuje pomanjkljivo. Zdi se, da je druga sibila, ki jo omenja Pavzanij in jo imenujejo herophile, končno imela sedež na Samosu, vendar je obiskovala druga svetišča, v Clarosu, Delosu in Delfih in tam pela, a hkrati so imeli Delfi svojo sibilo.
James Frazer v svojem prevodu in komentarju o Pavzaniju piše, da sta bili le dve grški sibili zgodovinski: Herofil iz Eritre (kraj na Hiosu), za katero se domneva, da je živela v 8. stoletju pred našim štetjem, in Fito iz Samosa, ki je živela nekoliko kasneje. Opaža, da so Grki sprva poznali samo eno sibilo, in je na primer Heraklit Pontski prvi antični pisec, ki je ločil več sibil: Heraklit imenuje vsaj tri sibile, frigijsko, eritrejsko in helespontsko. Učenjak David S. Potter piše: »V poznem 5. stoletju pred našim štetjem se zdi, da je bila Sibila ime ene same navdihnjene prerokinje«.
Tako kot Heraklit tudi Platon govori samo o eni sibili, vendar se je sčasoma število povečalo na devet, deseta pa so Tiburtinsko Sibilo, verjetno etruščanska po izvoru, dodala Rimljani. Po Laktancijevih božanskih ustanovah (1. knjiga, pogl. 6) Varon (1. stoletje pr. n. št.) našteva teh deset: perzijsko, libijsko, delfsko, kimerijsko, eritrejsko, samijasko, kumajansko, helespontsko (na trojanskem ozemlju), frigijsko (v Ankiri) in tiburtinsko (z imenom Albuneja).

## Posebne Sibile

### Perzijska Sibila
Perzijska Sibila naj bi bila preroška svečenica, ki je vodila Apolonov orakelj; čeprav je njena lokacija ostala dovolj nejasna, da bi jo lahko imenovali babilonska Sibila, naj bi perzijska Sibila napovedala podvige Aleksandra Velikega. [15] Poimenovali so jo tudi Sambethe, poročali pa so, da je iz Noetove družine. Popotnik iz 2. stoletja našega štetja Pavzanij, ki se je ustavil v Delfih, da bi našteval štiri sibile, omenja hebrejsko Sibilo, ki je bila
odraščala v Palestini po imenu Sabbe, katere oče je bil Berosus in njena mati Erimante. Nekateri pravijo, da je bila Babilonka, drugi pa jo imenujejo egipčanska Sibila. 
Srednjeveška bizantinska enciklopedija Suda pripisuje hebrejsko Sibilo kot avtorico Sibilinskih knjig.

### Libijska Sibila
Tako imenovana Libijska Sibila je bila identificirana kot preroška svečenica, ki je vodila antični Zevs-Amonov orakelj (Zevs predstavljen z Amonovimi rogovi) v oazi Siva v zahodni egiptovski puščavi. Aleksander se je po tem, ko je osvojil Egipt, posvetoval s preročiščem. Mati Libijske Sibile je bila Lamia, Pozejdonova hči. Evripid omenja Libijsko Sibilo v predgovoru svoje tragedije Lamia.

### Delfska Sibila
Delfska Sibila je bila mitska ženska pred trojanskimi vojnami (okoli 11. stoletja pr. n. št.), ki jo omenja Pavzani, ko je v 2. stoletju našega štetja pisal o zgodbah, ki jih je slišal lokalno. Sibila bi bila pred resnično Pitijo, preročiščem in svečenico Apolona, ki izvira iz okoli 8. stoletja pred našim štetjem.

### Kimerjanska Sibila
Gnej Nevij omenja Kimerjansko Sibilo v svojih knjigah o punskih vojnah in [[Lucij Kalpurnij Pizon Frugi (konzul 133. pr. n. št.)|Piso v analih.
Sibilin sin Evander je v Rimu ustanovil svetišče Pana v jami ob jugozahodnem vznožju Palatinskega griča v Rimu, ki se imenuje Luperkal.

### Eritrejska Sibila
Eritrejska Sibila je imela sedež v Eritreju, mestu v Joniji, nasproti Hiosa.
Apolodor Eritrejski trdi, da je bila Eritrejska Sibila njegova rojakinja in da je napovedala trojansko vojno in Grkom, ki so se upirali proti Troji, prerokovala, da bo ta uničena in da bo Homer pisal laži.
Beseda akrostih je bila prvič uporabljena za prerokbe Eritrejske Sibile, ki so bile zapisane na listih in razporejene tako, da so začetne črke listov vedno tvorile besedo.

### Samijanska Sibila
Orakelj Samijanske Sibile je bil Samos. Bila je svečenica, ki je predsedovala Apolonovemu preročišču v bližini Herinega templja na otoku Samos, grške kolonije. O Samijanski Sibili z imenom Phemonoe ali Phyto, je pisal Eratosten.
Leksikon Suda pravi, da se je Eritrejska Sibila imenovala tudi Samijanska. Pavzanij potrjuje, da je Eritrejska Sibila večji del svojega življenja živela na Samosu (Fokida, 12, 5). Samijska Sibila je bila znana kot Phyto ali bolje Foito iz grške besede foitos, ki označuje tavanje, zlasti uma. Sodobni raziskovalci otoka Samos menijo, da je bila njena hiša v jami samostana Panagia Spiliani, ki je po pričevanju neoplatonskega filozofa Porfirija verjetno tudi Pitagorova jama.

### Kumska Sibila
Sibila, ki je najbolj zadevala Rimljane, je bila Kumska Sibila, ki se domovala v bližini grškega mesta Neapelj, s katero se Vergilijev Enej posvetuje pred svojim spustom v spodnji svet (knjiga Eneida VI: 10). Burkert ugotavlja (1985, str. 117), da je osmansko osvajanje Kumae v 5. stoletju uničilo tradicijo, vendar zagotavlja terminus ante quem za Kumajansko Sibilo. Izvirne Sibilinske knjige naj bi prodala Tarkviniju Superbu, zadnjemu rimskemu kralju. V Vergilijevi četrti Bukoliki Kumska Sibila napoveduje prihod odrešenika - morda laskavo sklicevanje na pesnikovega zavetnika Avgusta. Kristjani so pozneje tega odrešenika označili za Jezusa.

### Helespontska Sibila
Helespontinska ali Trojanska Sibila je vodila Apolonovo preročišče v Dardaniji.
Helespontinska Sibila se je rodila v vasi Marpessus v bližini mesteca Gergitha, v času življenja Solona in Kira Velikega. Po besedah Heraklita Pontskega je bil Marpessus prej v mejah Troade. Sibilinske knjige v Gergisu so bile pripisane Helespontinski Sibili in je bila ohranjena v Apolonovem templju v Gergisu. Od tod je prešla v Eritrej, kjer je zaslovela.

### Frigijska Sibila
Frigijska Sibila je najbolj znana po tem, da je povezana s Kasandro, Priamovo hčerko v Homerjevi Iliadi. Zdi se, da je Frigijska Sibila dvojnik Helespontinske Sibile.

### Tiburtinska Sibila
Klasičnim sibilam Grkov so Rimljani dodali deseto, Tiburtinsko Sibilo, katere sedež je bilo staro sabinsko-latinsko mesto Tibur (sodobni Tivoli). Mitsko srečanje Avgusta s Sibilo, pri kateri je spraševal, ali ga je treba častiti kot boga, je bil priljubljen motiv krščanskih umetnikov. Ali je bila zadevna sibila Etruščanska Sibila iz Tibura ali grška sibila iz Kumae, ni vedno jasno. Krščanski avtor Laktancij je kljub temu brez pomislekov opredelil zadevno sibilo kot Tiburtinsko Sibilo. Navedel je posreden opis poganskih sibil, ki so uporabne predvsem kot vodilo pri njihovih identifikacijah, kot so jih videli kristjani iz 4. stoletja:
 Tiburtinsko Sibilo, po imenu Albunea, so častili v Tiburju kot boginjo, v bližini brežine reke Aniene, v tej reki naj bi našli njeno podobo, ki v roki drži knjigo. Njene okularne odzive je senat prenesel v prestolnico. (Divine Institutes I.vi) 
Obstaja apokaliptična psevdoprerokba, pripisana Tiburtinski Sibili, napisana okoli leta  380, vendar z revizijami in interpolacijami, ki so bile dodane pozneje. Namen je prerokovati prihod končnega cesarja po imenu Konstans, ki bo premagal nasprotnike krščanstva, prinesel obdobje velikega bogastva in miru, končal poganstvo in spreobrnil Jude. Po zmagi Goga in Magoga naj bi cesar odstopil svojo krono Bogu. To bi umaknilo mesto Antikristu. Ippolito d'Este je obnovil  vil d'Este v Tiburju, sodobnem Tivoliju, od leta 1550 naprej, v Vili pa je naročil izdelati freske, ki častijo Tiburtinsko Sibilo, kot prerokovanje Kristusovega rojstva v klasičnem svetu.

## V renesančni umetnosti in literaturi
V srednjeveški latinščini je sibylla postala preprosto izraz za 'prerokbo', v poznogotski in renesančni umetnosti pa je postalo običajno upodabljanje ženskih Sibil ob moških prerokih.
Število tako prikazanih sibil se je lahko spreminjalo, včasih jih je bilo dvanajst (glej na primer Apeninska SibilA), včasih deset, npr. za Françoisa Rabelaisa: »Kako vemo, da je morda enajsta sibila ali druga Kasandra?« Gargantua in Pantagruel, iii. 16, zabeleženo v Brewerjevem slovarju fraz in basni, 1897.
Najbolj znana upodobitev je Michelangelova, ki prikazuje pet sibil na freskah stropa Sikstinske kapele; Delfska, Libijska, Perzijska, Kumska in Eritrejska Sibila. Knjižnica papeža Julija II. v Vatikanu ima podobe sibile in so na tlaku Sienske stolnice. Cerkev S. Maria d'Aracoeli, Rim, ki krona rimski Campidoglio, je še posebej povezana s Sibilo, ker je srednjeveška tradicija izvor njenega imena nanašala na sicer nepreverjen oltar, Ara Primogeniti Dei, ki naj bi bil dvignjen na prvorojenega Boga, cesarja Avgusta, ki so ga na njegov prihod opozorile Sibilinske knjige: v cerkvi sta na obeh straneh oboka nad visokim oltarjem naslikana Avgust in Tiburtinska Sibila. V 19. stoletju se je Rodolfo Lanciani spomnil, da je v času božiča v presepio vključena izrezljana in naslikana figura sibile, ki kaže na Avgusta Marijo in otroka, ki se je na nebu pojavil v nimbu svetlobe. »Dve figuri, izrezljani v lesu, sta zdaj [1896] izginili; podarili ali prodali so jih je pred tridesetimi leti, ko je princ Aleksander Torlonia Presepio ponudil nov niz slik.« (Lanciani, 1896 ch 1) Tako kot preroki se v spomenikih pojavljajo renesančne sibile, ki napovedujejo Kristusov prihod: po vzoru Giacoma della Porta v Santa Casa v Loretu, ki ga je naslikal Rafael v Santa Maria della Pace, Pinturicchio v Borgijskih apartmajih v Vatikanski palači, ki ga je sklesal Baccio Baldini, sodobnik Botticellija, in grafite Mattea di Giovannija na tlaku Sienske stolnice.
Shakespeare v svojih igrah omenja sibile, med drugim v Othellu, Titu Androniku, Beneškem trgovcu, zlasti Troilu in Kressidi. V slednjem je Shakespeare uporabil skupno renesančno primerjavo Kasandre s sibilo.
Zbirka dvanajstih motetov Orlanda di Lassa z naslovom Prophetiae Sibyllarum (pub. 1600) črpa navdih iz sibilskih figur antike. Delo - za štiri glasove a cappella - je sestavljeno iz prologa in enajstih prerokb, od katerih vsaka enkrat ustreza posamezni Sibili. Medtem ko besedilo govori o prihodu Jezusa Kristusa, skladatelj odraža mistično avro prerokb z ekstremno uporabo kromatike, kompozicijske tehnike, ki je takrat postala zelo modna. Možno je, da si Lasso ni ogledal le Michelangelovih upodobitev, ampak je tudi kromatsko maniro črpal od številnih italijanskih skladateljev, ki so takrat eksperimentirali.

## Sibilinske knjige
Prerokbe sibil in orakelj so bile znane po svoji interpretaciji (primerjaj Nostradamusa) in so se nenehno uporabljale tako za civilno kot za kultno propagando. Teh izrekov in sibil ne bi smeli zamenjevati z zbirko Sibilinskih prerokb iz 6. stoletja, ki običajno napoveduje nesreče in ne predpisuje rešitev.
Nekaj pristnih Sibilinih verzov je ohranjenih v Knjigi čudes Flegona iz Trala iz 2. stoletja. Zdi se, da je najstarejša zbirka pisanih Sibilinskih knjig (Libri Sibyllini) napisana o času Solona in Kira II. na gori Ida v Troadi. Sibila, ki se je rodila v bližini Marpessa in katere grob je pozneje zaznamoval Apolonov tempelj, zgrajen na arhaičnem mestu, se pojavi na kovancih Gergisa, ok. 400–350 pr. n. št. (prim. Phlegon, citirano v geografskem slovarju Stephana iz Bizanca iz 5. stoletja pod "Gergis"). Drugi kraji so trdili, da je bil njen dom. Zbirka sibilinov v Gergisu je bila pripisana Helespontinski Sibili in je bila ohranjena v Apolonovem templju v Gergisu. Od tod je prešel v Eritrej, kjer je zaslovel. Izkazalo se je, da je prav ta zbirka našla pot v Kumae in od tod v Rim. Gergis, mesto Dardania v Troadi, naselje antičnega Teukrija sina kralja Telamona s otoka Salamis in posledično mesto zelo veliko starin. Po besedah Ksenofonta je bil Gergis kraj velike moči. Imel je svetišče Apolona Gergitija in rodilo naj bi sibilo, ki se včasih imenuje tudi Eritrejska, "iz Eritreja", majhnega kraja na gori Ida, [30] in pri drugih Gergithia "iz Gergisa".

### Klasične Sibile
- John Burnet Early Greek Philosophy, 63., 64. brief analysis, 65. the fragments
- Jewish Encyclopedia: Sibyl.
- The Sibyls Arhivirano 2005-04-03 na Wayback Machine.

### Glasba
- El Cant de la Sibil-la / Mallorca / València (1400–1560) – Montserrat Figueras, Jordi Savall – La Capella Reial de Catalunya – Alia Vox 9806
- El Cant de la Sibil-la / Catalunya – Montserrat Figueras, Jordi Savall – La Capella Reial de Catalunya – Alia Vox AVSA9879
- The Song of the Sybil – Track 4 – 3:45 – Aion (1990) – Dead Can Dance Arhivirano 2015-10-27 na Wayback Machine.

### Srednjeveške kristjanizirane Sibile
- Late Gothic illustrations of twelve sibyls

### Sodobne slike Sibile
- A sardonic sequence of 'Twelve Sibyls', accompanied by the artist Leonard Baskin's woodcuts, revisits Sibyls and Others (1980). Ruth Fainlight has written dozens of poems about these ambiguous figures, bridging religion, classical and Biblical settings, femininity and modernity. One of them concludes: 'I am no more conscious of the prophecies / than I can understand the language of birds /…let the simple folk praise you, / keep you safe as a caged bird, / and call you a sibyl'.
- Pjetër Bogdani, "The Songs of the Ten Sibyls" modern poetry, translated from Albanian
- T.S. Eliot's The Waste Land is prefaced by a quote from Petronius' Satyricon (1st century AD) The passage translates roughly as "I saw with my own eyes the Sibyl at Cumae hanging in a jar, and when the boys said to her 'Sibyl, what do you want?' that one replied 'I want to die'.
- The SIBYLS beamline at the Advanced Light Source in Berkeley, CA.